# Steinzeitkommunismus
Das politische Schlagwort Steinzeitkommunismus dient zur Kritik an Regimen, die sich als kommunistisch oder sozialistisch bezeichnen und dabei durch radikale Zerstörung der Strukturen der modernen städtischen Gesellschaft versuchen, besonders egalitäre Sozialstrukturen zu schaffen. Sogenannter Steinzeitkommunismus wurde insbesondere der Führung der Volksrepublik Albanien, Kambodscha und Nordkorea vorgeworfen, siehe dazu Menschenrechtssituation in Nordkorea, mit Internierungslagern und Umerziehungslagern.
Aus erzieherischen Gründen und mangels Mitteln wurden in Nordkorea teils wahllos Personen herangezogen, teils vermeintliche oder tatsächliche politische Gegner ergriffen und zur Landarbeit oder Handwerk unter äußerst primitiven Bedingungen in Arbeitslagern gezwungen, oft nach vorheriger Enteignung und der Trennung sozialer gewachsener Gruppen, insbesondere von Familien. In Kambodscha wurden unter der Herrschaft der Roten Khmer zunächst Stadtbewohner als „Neue Menschen“ zur Zwangsarbeit aufs Land deportiert, was schließlich zum Genozid in Kambodscha führte.